# Saint-Bonnet-de-Valclérieux
Saint-Bonnet-de-Valclérieux är en kommun i departementet Drôme i regionen Auvergne-Rhône-Alpes i sydöstra Frankrike. Kommunen ligger i kantonen Romans-sur-Isère 2e Canton som tillhör arrondissementet Valence. År 2018 hade Saint-Bonnet-de-Valclérieux 228 invånare.

## Befolkningsutveckling
Antalet invånare i kommunen Saint-Bonnet-de-Valclérieux
Referens:INSEE